# Larochea miranda
Larochea miranda är en snäckart som beskrevs av Harold John Finlay 1927. Larochea miranda ingår i släktet Larochea och familjen Scissurellidae. Inga underarter finns listade i Catalogue of Life.